# François de Charette
François-Athanase de Charette de La Contrie (Couffé, 21 de abril de 1763-Ancenis, 29 de marzo de 1796) fue un militar francés y general del Ejército Católico y Real de la Vandea. Fue apodado Le Roi de la Vendée, «el Rey de la Vandea».

## Orígenes
Hijo de Michel-Louis de Charette (1719-1775), señor de La Contrie, y Marie Anne de la Garde de Monjeu (1733-1783) nacido en 1763 en Couffé como el menor de los dos hijos del matrimonio. Entró en la escuela de Guardias de la Marina en 1779 y sirvió bajo las órdenes de Toussaint-Guillaume Picquet (1720-1791) y Luc Urbain du Bouëxic (1712-1790). En 1787 alcanzó el grado de teniente. Sirvió en once campañas en América, el Mar del Norte, contra los piratas berberiscos y contra los griegos a favor de los otomanos.
El 21 de abril de 1790 contrajo matrimonio en Nantes, en la parroquia de Saint Denis, con Marie-Angélique Josnet de La Doussetière, viuda de 41 años de su primo Louis Charette. Se instala en una mansión de Fonteclose (La Garnache, cerca de Challans) pero pronto se aburre, dedicándose a sus amantes, la cacería y visitar los castillos de los alrededores. 
Tras rechazar inicialmente emigrar, termina por refugiarse brevemente en Coblenza para volver a defender a la familia real en el asalto de las Tullerías. Tras escapar de la masacre, fue detenido en Angers pero la intervención de Charles François Dumouriez (1739-1823) permitió su liberación. 

## Guerra de la Vendée

Escudo de la familia Charette.

El 27 de marzo de 1793, en la región de Machecoul, un par de cientos de republicanos fueron asesinados. Con esto comenzó una sublevación campesina. Los rebeldes fueron a buscarlo a su mansión, encontrando a Charette oculto bajo su cama creyendo que lo matarían. Después de explicarle que querían ponerlo al mando, Charette les hizo prometer que lo obedecerían. Sus indisciplinadas huestes, armadas con escopetas y lanzas, rápidamente consiguieron reclutar a desertores republicanos y una fuerza de caballería formada por nobles y burgueses armados a sus propias expensas. El 30 de abril cosecharon su primer triunfo impidiendo a los republicanos tomar Legé.
Tras la toma de Saumur, el 9 de junio, se unió oficialmente al ejército vandeano. A petición de Louis-Marie de Lescure (1766-1793) participó del asalto a Nantes. Al amanecer del 29 de junio las tropas de Charette fueron las primeras en llegar a las afueras de la ciudad, atacando sin esperar los refuerzos de Charles de Bonchamps (1760-1793). Fue el último en salir de la ciudad. Un día más tarde, se niega a seguir al resto del ejército campesino. Dos semanas después intentara tomar Nantes solo, resultando en un completo desastre. El 19 de septiembre participa de la victoria en Tiffauges, pero desobedece la orden de Lescure de perseguir a Jean Baptiste Kléber (1753-1800). El 30 de septiembre las fuerzas republicanas empujaron a sus seguidores a la isla de Noirmoutier, pero doce días después aprovechó la marea baja para sorprender a sus enemigos y romper el cerco.
Sintiéndose rechazado por el resto de los comandantes, se separó con sus hombres del ejército rebelde. Este sufriría el Giro de la Galerna, una larga cadena de desastres que culminaron en la batalla de Savenay. Continuaría con su guerrilla autónoma. En mayo de 1794 organizó un ejército, dejando a Pierre Rezeau (1764-1813) al mando en Montaigu. Poco después tomaba Saint-Christophe, cerca de Challans, pero menos de un mes más tarde el general Nicolas Haxo (1749-1794) con seis mil republicanos lo obligaron a huir. Se vengará rodeando a su enemigo en Clouzeaux, que perderá la vida. Charette respetó el cuerpo de Haxo, militar valiente y que se había negado a obedecer las brutales órdenes de Louis Marie Turreau (1756-1816). 

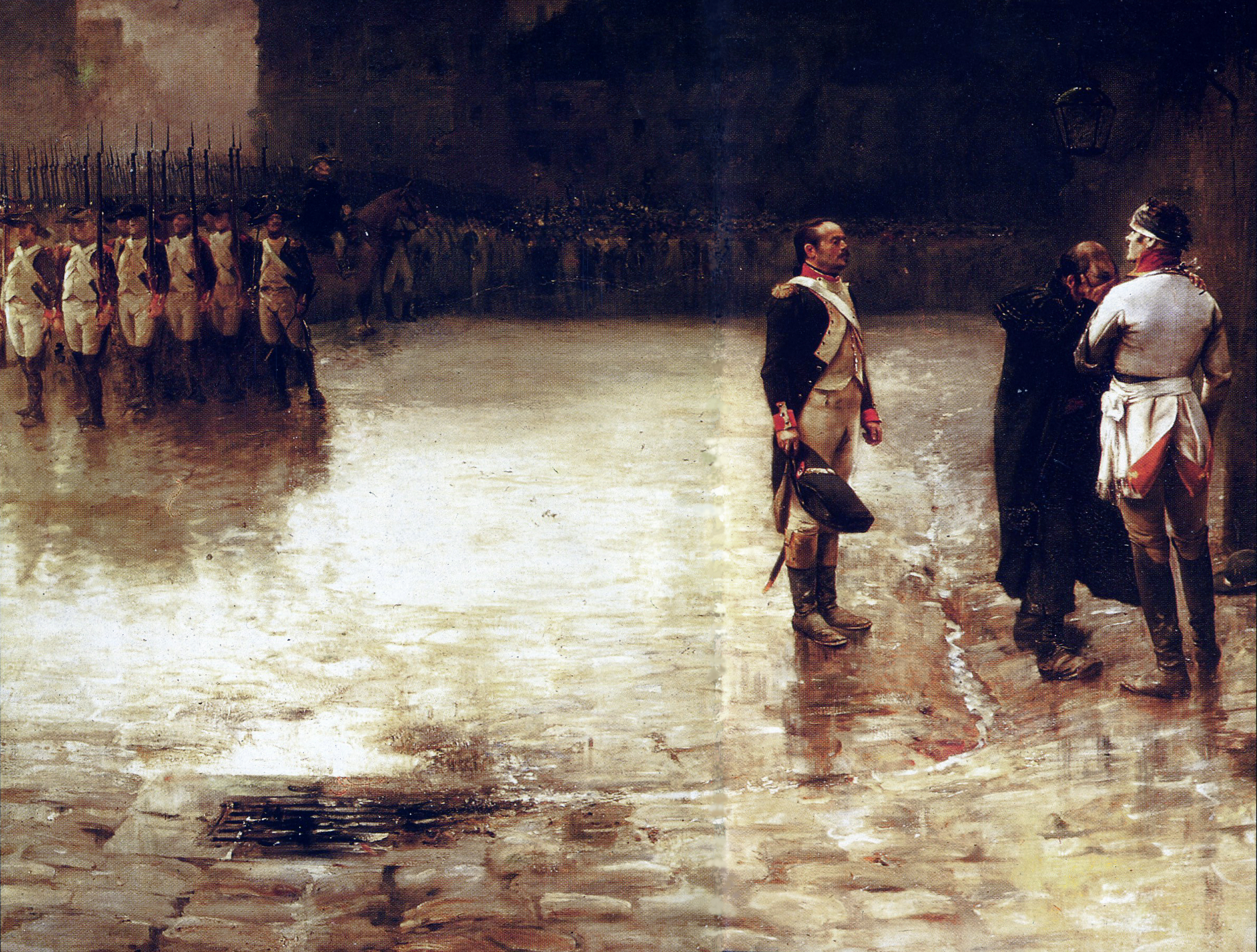
Exécution du général Charette place de Viarmes à Nantes, mars 1796, por Julien Le Blant, 1882.

Escasos de municiones, Charette y los demás jefes republicanos vandeanos firmaron el Tratado de Jaunaye, firmado en una mansión de Saint-Sébastien-sur-Loire, cerca de Nantes, el 17 de febrero de 1795. Se establece la libertad de culto y la liberación de los rebeldes de servir en el ejército republicano. Charette se encontrará con el general Jean Baptiste Camille de Canclaux (1740-1817) y Albert Ruelle (1754-1805) antes de entrar en Nantes a firmar el tratado. Pero la paz solo dura unos meses. Charette participará de la desastrosa expedición de Quiberon, recibiendo armas, municiones y dinero de los británicos en Saint-Jean-de-Monts entre el 10 y el 12 de agosto, pero rápidamente será vencido por Lazare Hoche (1768-1797). Poco antes, en julio, el futuro Luis XVIII de Francia le había escrito una nota otorgándole el grado de general del Ejército Católico y Real, caballero de la Orden de San Luis y marqués. Ante sus hazañas, recibe las felicitaciones de Dumouriez y Aleksandr Suvórov (1729-1800). También Louis-Philippe d’Orléans (1773-1850) intento ganarlo para su causa.
Esperando recibir ayuda de los realistas exiliados y británicos, reunió un ejército de diez mil bretones en las costas de la península el 24 de septiembre. No obstante, el esperado desembarco no se produce y al día siguiente se retira. Sus aliados llegarían el día 29, cerca de la isla de Yeu. En octubre, tratando de organizar el retorno del futuro Carlos X de Francia reúne quince mil seguidores en la costa frente a Yeu, pero el príncipe no alcanza el continente y las tropas abandonan a Charette.

## Muerte
Charette intentó unir fuerzas con Jean-Nicolas Stofflet (1753-1796), cuyas bandas seguían activas en Anjou, pero mientras viajaba a entrevistar con él fue capturado por el general Jean-Pierre Travot (1767-1836) en el bosque de La Chabotterie, en Saint-Sulpice-le-Verdon. Le quedaban muy pocos seguidores. Llevado a juicio, Charette afirmó que estaba a punto de iniciar negociaciones para rendirse. Fue condenado a muerte y ejecutado el 29 de marzo de 1796 en la plaza Viarme de Nantes. Ante el pelotón de fusilamiento se negó a que le vendaran los ojos y se encomendó a Dios. 
Erróneamente, algunos investigadores han atribuido a Charette ser miembro de la masonería, confundiéndolo en documentos masones de la época con Gabriel Charette de Boisfoucaud, nacido el 10 de marzo de 1759.
Su hermano mayor, Louis-Marinde Charette de La Contrie, nacido en 1759, fue herido en combate por los republicanos el 21 de febrero de 1796, muriendo por sus heridas el 2 de marzo en El Brouzils.